# Guerres de Macédoine
Pour les articles homonymes, voir Guerre macédonienne.

La Macédoine et le monde égéen vers -200.

Les guerres de Macédoine sont une série de conflits opposant Rome au royaume de Macédoine, pendant et après la deuxième guerre punique, en Méditerranée orientale, en mer Adriatique et mer Égée. Avec les guerres puniques, elles ont comme conséquence le contrôle ou l’influence de la République romaine sur tout le bassin méditerranéen. Le conflit entre Rome et le royaume de Macédoine débute en 214 av. J.-C. avec la première guerre macédonienne et s'achève en 146 av. J.-C. lorsque le royaume de Macédoine, qui est divisé en quatre républiques depuis la défaite de Persée en 168 av. J.-C. durant la troisième guerre macédonienne, devient une province romaine. Elles sont significatives de la montée en puissance de Rome durant les IIe et Ier siècles av. J.-C. qui s'impose progressivement comme la plus grande puissance du monde méditerranéen.

## Première guerre macédonienne (214 à 205 av. J.-C.)
Philippe V, roi de Macédoine de la dynastie antigonide est un monarque énergique, qui participe tout d'abord à une guerre entre les Étoliens et les Achéens (la guerre des Alliés) qui se termine en 217.
Pendant la deuxième guerre punique, Philippe V s’allie à Hannibal Barca en concluant un traité. En effet, Philippe V veut annexer l'Illyrie qui est sous protectorat romain. Il démarre son projet d'annexion de l'Illyrie en 214 mais il est défait par le préteur Laevinus. Craignant que les Macédoniens ne renforcent Hannibal, Rome expédie des forces de l’autre côté de l’Adriatique. Les légions romaines, aidées par des alliés de la Ligue étolienne et de Pergame après 211, font à peine plus que quelques escarmouches contre les forces macédoniennes. L’intérêt de Rome n’est pas la conquête mais de garder la Macédoine, les cités grecques et les ligues politiques soigneusement divisées et non menaçantes. Il retente sa chance en 212 en occupant une partie de l'Illyrie. L'impopularité de Philippe V entraîne les Étoliens à conclure un traité avec Rome en 212. Rome attaque les alliés de Philippe V. Le conflit s'étend sur plusieurs fronts et chaque camp s'attache à protéger ses alliés. Philippe V prend l'avantage sur Rome en obligeant les Étoliens à signer un traité de paix qui les expulse de Thessalie. Rome réagit en envoyant des soldats en Illyrie. Des négociations ont lieu entre Macédoniens et Romains, ces derniers étant concentrés sur le conflit avec Hannibal. La guerre finit en 205 avec le traité de Phoenicé, et se solde par le partage entre Rome et la Macédoine d'un territoire mineur le long du littoral de l’Adriatique pour « combattre la piraterie », l’Illyrie.
Ce conflit mineur ouvre le chemin de l’intervention romaine en Grèce. La question illyrienne est d'ailleurs majeure dans l'histoire romaine du monde grec puisque c'est lors de la première guerre d'Illyrie en 229-228 que les Romains mènent une première expédition dans le monde grec. Polybe considère d'ailleurs ce moment comme le début de la conquête romaine. Même si cette guerre confuse concerne beaucoup d'États grecs, ces premiers affrontements entre les deux puissances sont le résultat d'une politique agressive de la part de Philippe V qui conditionnera les prochains conflits. 

## Deuxième guerre macédonienne (200 à 197 av. J.-C.)
En 201, les ambassadeurs des cités alliées de Pergame et de Rhodes mettent en évidence auprès du Sénat romain que Philippe V et Antiochos III, le roi séleucide, ont signé un pacte de non-agression. Une ambassade romaine est menée auprès de Philippe V. Les ambassadeurs romains demandent à Nicanor, le stratège macédonien, d'arrêter les attaques envers les Grecs. Malgré cet avertissement, Philippe V décide d'envahir l'Attique et de mener des opérations en Thrace. En 200, la déclaration de guerre est votée par le Sénat et l'armée romaine atteint l'Illyrie. Bien que quelques historiens voient ce « traité secret » comme une invention de Pergame et de Rhodes, il en résulte que Rome déclenche la deuxième guerre macédonienne, avec l’aide de quasiment tout le monde grec. Rome veut empêcher Philippe V de faire la guerre aux autres États grecs et de consolider les liens avec Pergame et Rhodes. Il s'agit d'une sorte de revanche de la première guerre macédonienne, certains historiens tels que Tite-Live estiment d'ailleurs que les deux premières guerres entre Rome et la Macédoine ne font qu'une. 
Les Romains ont obtenu la neutralité d'Antiochos III, de la Ligue achéenne et la Ligue hellénique. La Macédoine est donc isolée au début de cette guerre. Rome domine les premiers combats et oblige Philippe V à se retirer en Illyrie et à éviter une invasion de la Macédoine en 199 par Rome, les Étoliens et les Dardaniens. Le tournant de la guerre a lieu lorsque Flamininus est élu consul et général en chef des armées romaines. Il durcit la position romaine face à la Macédoine et arrive en 198 en Illyrie. Une rencontre a lieu entre Philippe V et Flamininus. Ce dernier lui adresse un ultimatum difficile : abandon des possessions grecques de la Macédoine, soit l'intégralité des places conquises depuis Philippe II. Philippe V rejette l'ultimatum et relance les combats. En 198, Rome gagne la bataille de l'Aoos. Cette défaite oblige Philippe à se retirer en Thessalie alors que les Romains et les Étoliens avancent vers lui. En 198, les flottes de Rhodes et Pergame rejoignent la flotte romaine et un parti antimacédonien se développe dans la Ligue achéenne. Ces derniers quittent l'alliance qu'ils formaient avec les Macédoniens. Les Romains entament le siège de Corinthe mais sont tenus en échec. Le contexte difficile oblige Philippe V à demander une nouvelle rencontre avec Flamininus. Celle-ci a lieu en novembre 198. Flamininus a les mêmes volontés que lors de la précédente rencontre et le retour de l'Illyrie sous le protectorat romain. Philippe est prêt à discuter mais les alliés de Rome font pression pour que les négociations soient rompues. En 197, Philippe V est en mauvaise posture et veut terminer la guerre en gagnant la guerre sur une grande bataille. Il est en infériorité numérique sur le plan militaire et possède une armée jeune et inexpérimentée. À l'inverse, Rome possède une armée expérimentée et composée de vétérans de la deuxième guerre punique. En juin 197, les deux armées se rencontrent. La bataille de Cynoscéphales voit la défaite de l'armée macédonienne. 
La Seconde Guerre macédonienne est un conflit indécis jusqu'à la victoire romaine à Cynoscéphales. Rome, par l'intermédiaire de son proconsul Flamininus, impose le traité de Tempé, par lequel Philippe V renonce à la Grèce et à la Thessalie. On lui interdit d’interférer dans la politique hors de ses frontières, une condition à laquelle il adhère le restant de sa vie. Les conditions de paix de Flamininus et les conséquences des différentes guerres menées depuis plusieurs décennies plongent le royaume de Macédoine dans un état de crise. Les indemnités de guerre s'élevant à 1 000 talents, la livraison de la flotte macédonienne à Rome, l'abandon de toutes les conquêtes macédoniennes depuis Philippe II et de places économiques importantes dans le monde grec entraînent le royaume de Macédoine dans une crise politique, financière, démographique et sociale. 
Lors des Jeux isthmiques de 196, Flamininus proclame la liberté des Grecs devant la foule de Corinthe. Rome étend ainsi son influence dans le monde face à Antiochos III et Philippe V. En 194, Rome se retire complètement des Balkans. Il semble que Rome n’a aucun autre intérêt dans cette région.

## Guerre contre les Séleucides (192 à 188 av. J.-C.)
Après la deuxième guerre macédonienne, la Ligue étolienne est peu satisfaite des territoires que Rome leur a cédés en tant que « récompense » pour leur aide. Ils « invitent » Antiochos III à les aider à libérer la Grèce de l'« oppression romaine ». En tant que conseiller militaire, Hannibal conseille à Antiochos de ne pas envoyer si peu de troupes en Grèce. Toutefois, le roi séleucide envoie une petite force en 192, ce à quoi Rome répond en envoyant de nouveau ses légions en Grèce, chassant les Séleucides. Probablement car il a donné refuge à Hannibal, Rome envoie une force de 30 000 hommes en Asie Mineure pour intercepter Antiochos III. Confronté à un choix difficile, Antiochos choisit de combattre les Romains dans un lieu propice à une armée en sous nombre plutôt que de fuir en Asie. Cela a pour conséquences les victoires romaines aux Thermopyles en 191 et à la bataille de Magnésie. Ses défaites en Asie Mineure obligent Antiochos à signer le traité d'Apamée en 188, cédant des territoires à Pergame et à Rome, ainsi qu’une imposante indemnité de guerre de 15 000 talents d’argent.
Durant la guerre antiochique, Philippe V s'allie aux Romains en se joignant à l'armée romaine en Thessalie en 192 et en combattant l'armée séleucide. Philippe V en profite pour reprendre le contrôle de cités qu'il a perdues en ignorant les conditions de la paix de Flamininus. Malgré sa présence dans le camp des vainqueurs, la Macédoine ne récupère pas la puissance politique qu'elle a eue avant la seconde guerre macédonienne, et les relations avec le Sénat romain ne s'améliorent pas de façon significative. La guerre antiochique n'entraîne pas de changements majeurs dans les relations diplomatiques entre Rome et la Macédoine.

## Troisième guerre macédonienne (172 à 168 av. J.-C.)
Après la mort de Philippe V en 179, son fils, Persée, essaie de restaurer l’influence de la Macédoine et menace ses voisins. Il profite des mesures prises par Philippe V après la défaite de Cynoscéphales en 197 pour redresser le royaume dont, notamment, la réouverture des mines, l'apport de migrants venus travailler la terre et compenser le problème démographique, et la hausse des impôts. Ainsi, Persée a la possibilité de revenir au premier plan politique dans le monde grec.
Eumène II, roi de Pergame, se sent menacé par ce regain de puissance de la part de la Macédoine et accuse Persée de vouloir agresser ses voisins et prendre sa revanche contre Rome. Ce ressentiment d'Eumène II envers le roi macédonien remonte au règne de Philippe V durant lequel des tensions sont apparues entre la Macédoine et les différents États voisins. Ceux-ci l'accusaient d'occuper des territoires en Thrace et en Thessalie, et de ne pas respecter les conditions de paix de la seconde guerre macédonienne et de la guerre antiochique. Les tensions diplomatiques entraînent l'envoi d'ambassadeurs grecs à Rome durant la fin de règne de Philippe V afin d'obtenir l'intervention romaine contre le royaume de Macédoine. Philippe V ne prit jamais sa revanche contre Rome, mais les tensions persistèrent avec ses voisins et avec Rome, malgré le respect de la paix de 196, comme en témoigne le massacre de la ville de Maronée en 184 en représailles. Il se réconcilie avec Rome grâce à une ambassade de son fils Démétrios. Persée continue cette politique ambivalente en concluant des alliances avec la Ligue béotienne et en adoptant une attitude qui gêne ses voisins et Rome. 
Le déclenchement de la guerre intervient lorsque Persée se retrouve impliqué dans un attentat contre Eumène II à Delphes. Au début de l'année 171, la déclaration de guerre est votée par le Sénat romain. Cette guerre apparaît comme une manipulation d'Eumène II qui veut absolument déclencher une guerre contre la Macédoine alors que cette dernière ne la voulait pas. En 172, Rome n'est pas prête pour mener une guerre contre la Macédoine. Elle envoie des ambassadeurs et conclut une trêve avec Persée pour gagner du temps pour préparer au mieux l'affrontement à venir. À l'été 171, Rome perd la bataille de Callinicos mais est soutenue par des cavaliers numides et des éléphants de guerre. Rome refuse la paix proposée par Persée. En 169, Rome lève une nouvelle armée et nomme Quintus Marcius Philippus, consul, pour mener la guerre. Malgré cela, Persée repousse les assauts romains et reprend même le sanctuaire de Dion. Le tournant de cette guerre a lieu au printemps 168 lorsque Paul-Émile prend le commandement des troupes romaines. Après plusieurs manœuvres stratégiques de l'armée romaine pour piéger Persée, les Romains écrasent les Macédoniens à la bataille de Pydna le 22 juin 168, en tuant au moins 20 000 soldats macédoniens et faisant 10 000 prisonniers. Persée s'enfuit puis se rend finalement à Paul-Émile,  qui le fait défiler comme prisonnier à Rome lors de son triomphe. 
Quelque temps après, la Macédoine est divisée en quatre républiques fondées à partir des mérides. Elles sont dirigées par des marionnettes que commande Rome. Outre le butin de guerre particulièrement important rapporté à Rome et le tribut imposé à la Macédoine, les alliés de la Macédoine sont sanctionnés et les alliés de Rome sont récompensés. Rome prend une nouvelle importance en matière politique en devenant la puissance majeure qui domine le monde grec mais aussi en matière économique en privilégiant ses alliés grecs. Rome est davantage intéressée par l'hellénisme. Les relations entre Rome et le monde grec sortent donc renforcées par cette guerre.  

## Quatrième guerre macédonienne (150 à 148 av. J.-C.)
Pendant de nombreuses années, la Grèce est en paix jusqu'au soulèvement populaire en Macédoine dirigé par Andriscos, qui se proclame fils de Persée. Ces événements sont les derniers affrontements importants entre Rome et la Macédoine. Andriscos, aussi connu sous le nom de Pseudo-Philippe dans l'historiographie, est un homme politique originaire de Thrace qui a mené une révolte face à Rome. Il usurpe l'identité de Philippe, frère et fils adoptif de Persée, mort en 164, et revendique le trône du royaume de Macédoine. L'usurpation de Philippe est facilitée par sa ressemblance physique avec Persée et permet de rassembler de nombreux sympathisants de ce dernier. Il échoue lors de sa première tentative de révolte, par manque de moyens, et s'enfuit auprès de Démétrios Ier, qui s'aperçoit de sa fausse identité et le livre aux Romains. Ces derniers le relâchent rapidement, le pensant inoffensif. Il retourne en Thrace et réussit à constituer une armée de partisans parmi les classes populaires, grâce au soutien de plusieurs seigneurs macédoniens qui acceptaient mal la domination romaine en Macédoine. Il se proclame roi de Macédoine en tant que fils légitime de Persée. Il réussit à atteindre les frontières de la Thessalie, qui demande l'aide des Achéens. Ceux-ci interviennent pour combattre ce roi macédonien. En attendant, il gagne des batailles contre les légions romaines de Scipion Nasico et du préteur Juventius. Il tente d'établir une alliance avec Carthage, alors en guerre avec Rome dans la troisième guerre punique. Par peur d'une alliance avec Carthage, Rome expédie une armée importante en Grèce aux côtés des Achéens et écrase complètement la rébellion macédonienne. En 148, la seconde bataille de Pydna voit la défaite des forces macédoniennes. Quintus Caecilius Metellus, préteur romain, capture le pseudo-Philippe et l'emmène à Rome où il est exécuté lors du triomphe consécutif à la campagne militaire romaine en Macédoine. Cette fois, Rome ne se retire pas de la région, forme la province romaine de Macédoine en 146 et établit un pouvoir romain permanent sur la péninsule grecque. 
En 142, un autre aventurier qui se faisait appeler Philippe veut renouveler la tentative d'Andriscos et suscite une révolte analogue, mais avec très peu de succès. Vaincu, il est capturé et mis à mort.

### Sources antiques
- Appien, Histoire romaine, IX.
- Plutarque, Vies parallèles [détail des éditions] [lire en ligne], Paul-Émile.
- Polybe, Histoires [détail des éditions] [lire en ligne], XVI.
- Tite-Live, Histoire romaine, Livres XXXIII, XXXVI,XXXVIII, XXXIX, XL, XLI, XLII, XLIII, XLIV et XLV sur le site de l'université de Louvain.